# Лепель, Рафал
Рафал Лепель (пол. Rafał Lepel; род. 13 февраля 1990, Катовице) — польский биатлонист. Участник Чемпионата мира по биатлону 2012 года в спринте (10 км) в Рупольдинге, и зимних Олимпийских игр 2014 года в Сочи, в спринте и эстафете.
Тренер команды — Бернат Томаш.
Личный тренер — Войташ Мальвина.
Завершил карьеру после сезона 2013/14.

## Статистика
| Соревнование                 | Сезон     | Инд. гонка | Спринт | Гонка преследования | Масс-старт | Эстафета | Смешанная эстафета | Общий зачёт |
| ---------------------------- | --------- | ---------- | ------ | ------------------- | ---------- | -------- | ------------------ | ----------- |
| Биатлон на Олимпийских играх | 2014      | -          | 86     | -                   | -          | 19       | -                  | -           |
| Чемпионат мира по биатлону   | 2012      | -          | 96     | -                   | -          | -        | -                  | -           |
| Кубок IBU                    | 2013/2014 | 61         | -      | -                   | -          | -        | -                  | 151         |